# Sub tuum praesidium
Il Sub Tuum praesidium (in italiano: sotto la Tua protezione) è il più antico tropàrion devozionale cristiano a Maria, Madre di Gesù, risalente al III secolo e ancora oggi usato in tutti i principali riti liturgici cristiani. È un'invocazione collettiva che lascia intravedere la consuetudine, da parte della comunità cristiana, di rivolgersi direttamente alla Madonna, che fin dalla remota antichità è chiamata  Θεοτόκos, Dei Genetrix, Madre di Dio,  invocando il suo aiuto nelle ore difficili. Il testo del Sub Tuum Praesidium esprime con efficacia la fiducia nell'intercessione della Vergine.

## Versioni
Di seguito sono presentate le principali versioni (oltre all'originale): non sono riportate quelle siriana, siro-caldea ed armena per la mancanza di elementi particolari.

### Originale in greco

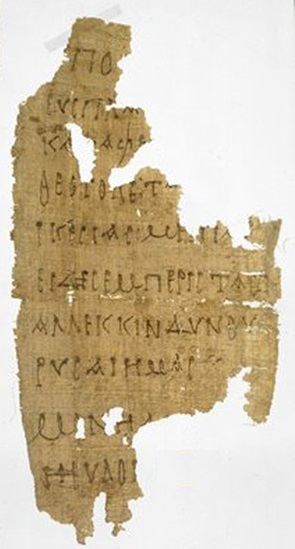
Il papiro antico in lingua greca

Il papiro in lingua greca ritrovato ad Alessandria d'Egitto e risalente al III secolo venne acquistato dalla John Rylands Library di Manchester nel 1917 e pubblicato per la prima volta nel 1938; presenta una scrittura a lettere onciali, alta e diritta, stretta e, nello stesso tempo, ariosa, con elementi ornamentali. Questo aspetto decorativo ha fatto ritenere vari studiosi che il papiro fosse un esemplare destinato come modello per un incisore. Questo piccolo foglio (14x9,4 cm), rovinato sul lato destro, riporta dieci righe di testo (completamenti in parentesi):
[Υ]ΠΟ [ΤΗΝ CΗΝ]
ΕΥCΠΛ[ΑΓΧΝΙΑΝ]
ΚΑ[Τ]ΑΦΕ[ΥΓΟΜΕΝ]
ΘΕΟΤΟΚΕ Τ[ΑC ΗΜΩΝ]
ΙΚΕCΙΑC ΜΗ Π[ΑP]
EΙΔΗC ΕM ΠΕΡΙCΤΑCΕΙ
ΑΛΛ'ΕΚ ΚΙΝΔΥΝΟΥ
ΡΥCΑΙ ΗΜΑC
Μ[Ο]ΝΗ Α[ΓΝΗ, ΜΟΝ]
Η ΕΥΛΟ[ΓΗΜΕΝΗ]
La versione attuale della liturgia bizantina:
| Testo | traslitterazione | Traduzione letterale in latino |
| --- | --- | --- |
| Ὑπὸ τὴν σὴν εὐσπλαγχνίαν καταφεύγομεν, Θεοτόκε. Τὰς ἡμῶν ἱκεσίας μὴ παρίδῃς ἐν περιστάσει, ἀλλ᾽ ἐκ κινδύνων λύτρωσαι ἡμᾶς, μόνη Ἁγνή, μόνη εὐλογημένη. | Hypò tèn sèn eusplanchnían katapheúgomen, Theotóke. Tàs hemôn hikesías mè parídes en peristásei, all'ek kindýnon lýtrosai hemâs, móne hagné, móne eulogeméne. | Sub misericordiam tuam confugimus, Dei Genetrix. Nostras deprecationes ne despicias in necessitate, sed a periculis libera nos, una sancta, una benedicta. |

### Versione romana (da cui deriva la traduzione italiana)
| Testo | traduzione |
| --- | --- |
| Sub tuum praesidium confugimus, Sancta Dei Genetrix. Nostras deprecationes ne despicias in necessitatibus, sed a periculis cunctis libera nos semper, Virgo gloriosa et benedicta. | Sotto la tua protezione cerchiamo rifugio, Santa Madre di Dio: non disprezzare le suppliche di noi che siamo nella prova, ma liberaci da ogni pericolo, o Vergine gloriosa e benedetta. |

### Versione ambrosiana
Questa versione è rimasta nel rito ambrosiano:
Sub tuam misericordiam confugimus
Dei Genitrix
(ut) nostram deprecationem
ne inducas in tentationem
sed de periculo
libera nos
sola casta
et benedicta

## Interpretazione
Lungo tutto il testo si riscontra la stessa situazione spirituale manifestata nei salmi individuali che chiedono l'immediato aiuto di Gesù, rifugio e liberatore del credente che fa ricorso a Dio per scampare ai pericoli che lo minacciano (salmi 16,27, 30,58-60 e soprattutto 17,3, 90,1, 114,2-5, 142,9).
Questa preghiera mostra una relazione intima con la Chiesa dei martiri, esprimendo l'atteggiamento di un intero popolo che vive in uno stato di pericolo e anela la liberazione: è probabile una connessione alle persecuzioni di Valeriano e di Decio. Infatti, sotto Valeriano, Cipriano fu martirizzato in Africa mentre a Roma erano perseguitati papa Sisto II e il suo diacono Lorenzo. Anche nella persecuzione di Decio, furono numerosi i martirizzati africani: proprio nelle stesse zone fu composto il primitivo testo della preghiera (ritrovata, appunto, ad Alessandria d'Egitto).

## Storia
Questa preghiera era già presente nella liturgia copta natalizia del III secolo. Dal luogo originale, l'Egitto, che ospitò la sacra Famiglia, il Sub Tuum praesidium col passare dei secoli si è diffuso in tutto il mondo cattolico.
Ad oggi è usata in tutte le principali liturgie (fra cui si ricordano come principali la Greca e sue diramazioni, la Bizantina e sue diramazioni, l'Ambrosiana e la Romana).

## IlSub Tuum praesidiumnel rito romano
La formula romana si ritrova nell'Antifonario di Compiègne (IX-X secolo), tra le antifone in evangelio (serie di antifone che s'intercalavano tra i diversi versetti del Benedictus) per la festa dell'Assunzione di Maria.
André Wilmart ha pubblicato un ufficio medievale in onore dei sette dolori di Maria, attribuito a papa Innocenzo IV, dove il Sub Tuum praesidium è la preghiera iniziale per ogni singola parte.
Attualmente, oltre che alla conclusione delle litanie lauretane, questa preghiera è inserita tra le invocazioni con cui, durante la Compieta, si conclude la liturgia delle Ore.
Giovanni Bosco, particolarmente devoto alla Madonna, la recitava abitualmente e ne raccomandava la recita ai suoi salesiani assieme alla litania "Maria, Aiuto dei Cristiani" (Maria, auxilium Christianorum), affine nel significato.
La melodia gregoriana, modo VII, nella sua semplicità quasi sillabica, coniuga i sentimenti di confidenza e abbandono uniti alla richiesta di un soccorso immediato.

## Valore teologico
Il termine praesidium è termine tecnico del lessico militare e significa esattamente "luogo difeso da presidio militare". La Vergine Maria dunque è il Presidio dei cristiani, è la Madre a Cui ci si rivolge, perché si è sicuri che si verrà sempre ascoltati e sostenuti, soprattutto nei momenti più difficili. In questa antifona infatti è molto evidente la potenza dell'intercessione della Madonna presso il Figlio Gesù.
L'archeologia conferma il ruolo particolare di Maria sin dai primi tempi della vita della Chiesa Cattolica: oltre alla testimonianza di questa preghiera, si può ricordare il famoso esempio dell'epitaffio nelle catacombe di Priscilla, a Roma, databile secondo la studiosa Margherita Guarducci alla fine del II secolo, oppure i graffiti rinvenuti nel santuario dell'Annunciazione a Nazaret. Queste scoperte attestano come il particolare culto prestato alla Vergine (iperdulia) fosse già vivo nei primi cristiani, ben prima del concilio di Efeso del 431, in cui veniva definitivamente riconosciuta da un dogma la maternità divina di Maria (Theotokos, come nel testo originale). Con la chiara affermazione della Maternità divina di Maria il Sub Tuum praesidium ha una manifesta allusione (che si perde nella traduzione della liturgia romana, quindi nella versione italiana attuale) anche alla Sua Verginità perpetua nonché alla Sua Immacolata concezione, proclamando la Santa Vergine come la "sola pura" e la "sola casta e benedetta".
Secondo alcune voci, lo stesso ritardo nella pubblicazione (passano più di vent'anni fra il 1917 dell'acquisto del papiro e il 1938 della sua diffusione) fu dovuto a una sorta di "imbarazzo confessionale", poiché Colin Roberts, l'eminente papirologo che provvide alla pubblicazione era un convinto protestante e quel documento smentiva quello che avevano affermato i teologi della Riforma a proposito di Maria. La teologia protestante, infatti, aveva sempre sostenuto che il culto alla Vergine fosse un fenomeno tardivo: per tali ragioni il professor Roberts cercò di cautelarsi, dicendosi sicuro che il papiro doveva risalire ad un'epoca posteriore al sovracitato Concilio di Efeso. In realtà, furono i suoi colleghi stessi a smentirlo e oggi c'è unanimità nel riconoscere che quel testo non può risalire oltre il III secolo: la data più probabile è attorno al periodo della persecuzione di Decio. 

## Adattamento musicale
Il Sub Tuum praesidium, è presente come antifona nel repertorio del canto gregoriano, nelle Variae Preces in honorem B. V. M..
Ha ispirato in seguito molti compositori, fra cui Marc-Antoine Charpentier, Guillaume Dufay, Costanzo Festa, Jacob Obrecht, Bartłomiej Pękiel, Juan García de Salazar, Antonio Salieri, Jan Dismas Zelenka, Domenico Bartolucci che la musicarono come antifona o in forma di mottetto.
Celebre è il Sub Tuum Praesidium KV198 attribuito a Wolfgang Amadeus Mozart.

## IlSub Tuam misericordiamnel rito ambrosiano
La formulazione ambrosiana si trova nell'Antiphonale Missarum juxta ritum Sanctae Ecclesiae Mediolanensis.
È la 19ª delle 21 antifone che si cantano il 2 febbraio durante la Processione dopo la benedizione delle candele nella Solennità della Presentazione del Signore (prima della riforma era chiamata Purificazione della Beata Vergine Maria).

## Indulgenza
Papa Pio VI nel decreto del 5 aprile 1786 concesse l'indulgenza di cento giorni e, nelle domeniche, di 7 anni e altrettante quarantene a chiunque con cuore contrito recitasse la mattina l'antifona Salve regina e la sera il Sub tuum praesidium. L'Indulgentiarum Doctrina del 1967 abolì la determinazione in giorni delle indulgenze parziali.
L'Enchiridion Indulgentiarum del 2004 prevede l'indulgenza parziale.